# Clark Gable

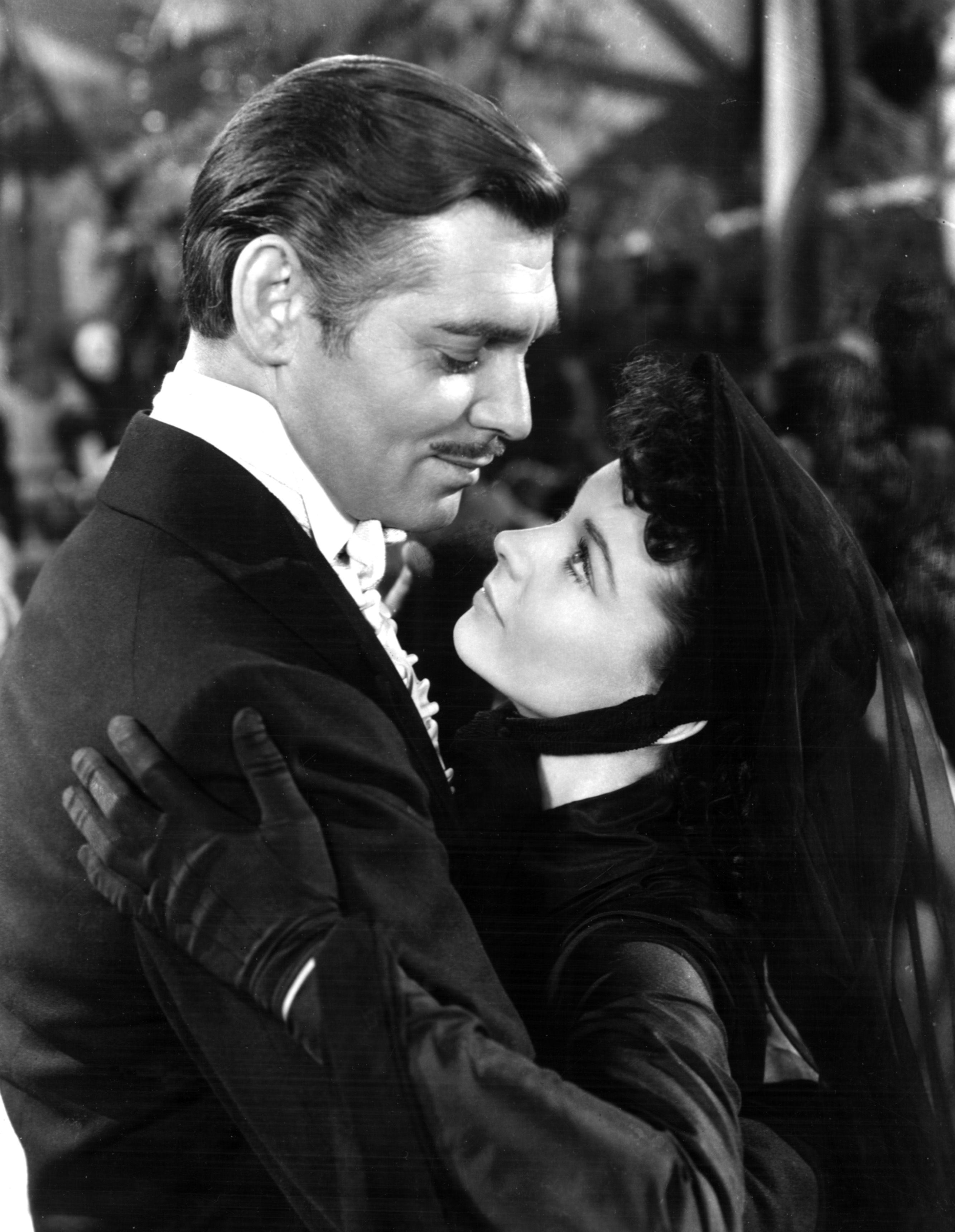
Clark Gable och Vivien Leigh i Borta med vinden (1939).

William Clark Gable, född 1 februari 1901 i Cadiz i Ohio, död 16 november 1960 i Los Angeles i Kalifornien, var en amerikansk skådespelare och officer. Gable kallas ofta "The King of Hollywood" eller endast "The King". Han inledde sin karriär som statist i stumfilmer vid 1920-talets mitt, för att sedan få spela biroller i några Metro-Goldwyn-Mayer-filmer år 1930. Följande år fick han sin första huvudroll i en Hollywoodfilm och fortsatte sedan att spela den manliga huvudrollen (förste älskare) i drygt 60 filmer under 30 år framöver. 
Clark Gable erhöll en Oscar för bästa manliga huvudroll för sin roll i filmen Det hände en natt (1934), och nominerades även för sina huvudroller i Myteri (1935) och för den roll han främst är känd för, som Rhett Butler i Borta med vinden (1939). Gable hade också framgångar med filmer som Taifun (1932), En Manhattan-melodram (1934), San Francisco (1936), Saratoga (1937) Glädjestaden (1940), Tvålfagra löften (1947), Hemkomsten (1948) och De missanpassade (1961). 
Gable spelade tillsammans med flera av tidens mest populära skådespelerskor, hans egen favorit Joan Crawford spelade han mot i totalt åtta filmer, mot Myrna Loy i sju och Jean Harlow i sex filmer. Han spelade även mot Lana Turner i fyra filmer och Norma Shearer samt Ava Gardner i tre vardera. I Gables sista film, De missanpassade (1961), var hans motspelerska Marilyn Monroe (vilket också kom att bli hennes sista färdigställda film).
Clark Gable utnämndes till den sjunde största manliga filmstjärnan i USA:s filmhistoria av American Film Institute 1999.

## Biografi

### Tidigt liv
Clark Gable lämnade skolan och föräldrahemmet som 14-åring för att börja arbeta på en däckfabrik i den närbelägna staden Akron. Där gick han på teatern för första gången i sitt liv och började arbeta kvällstid bakom scenen, utan lön. Han hade precis börjat få småroller när hans far tog med honom till oljefälten i Oklahoma där han arbetade som oljeborrare medan han drömde om teatern.
21 år gammal gav han sig iväg med ett kringresande teatersällskap. Framgången var bristande och han fick istället försörja sig bland annat som skogshuggare och slipsförsäljare. Gable anslöt sig till ett annat teatersällskap, där han träffade skådespelaren Josephine Dillon, som var 14 år äldre än han. De gifte sig och bosatte sig i Hollywood, där Gable lyckades få en del småroller. Han filmdebuterade 1924 i Det förbjudna paradiset. Gable och hans hustru separerade (de skilde sig officiellt 1930) och han fortsatte att resa runt med teatersällskap tills han 1928 gjorde debut på Broadway. Han fick dessutom chansen att provfilma, men producenten Darryl F. Zanuck gav honom "tummen ner" med orden: "Hans öron är för stora. Han liknar en apa".[källa behövs]

### Genombrott
Clark Gable gav emellertid inte upp och skrev slutligen filmkontrakt med MGM. Han hade en del småroller, oftast som brutal gangster, innan han fick sitt stora genombrott 1931 i Farlig kärlek. Inom några år var Clark Gable en av USA:s populäraste skådespelare, och han fick en Oscar för huvudrollen i Frank Capras Det hände en natt 1934. 1937 utsågs han till "King of Hollywood", och 1939 släpptes det som kom att bli Gables paradroll som Rhett Butler i Borta med vinden - en av filmhistoriens största succéer.

### Militär karriär och dalande popularitet
År 1942 drabbades Gable av en personlig tragedi när hans hustru sedan 1939, skådespelaren Carole Lombard, omkom i en flygolycka. Helt förstörd av sorg beslöt sig Gable för att söka värvning i US Army Air Forces och steg där snabbt i graderna till major. Han erhöll flera utmärkelser för sina fem skarpa uppdrag som skytt i en Boeing B-17 Flying Fortress över Tyskland under andra världskriget. Efter återkomsten från kriget började emellertid Gables popularitet att dala, mycket på grund av att han blivit äldre, hade börjat dricka och blivit överviktig. Han gifte 1949 om sig med Lady Sylvia Ashley, som i mångt och mycket liknade Carole Lombard, men paret skildes efter bara några år. År 1955 ingick han nytt äktenskap, denna gång med ännu en Lombard-kopia, Kay Spreckels.[källa behövs]
Gables kontrakt med MGM hade löpt ut 1954 och det förnyades inte. Gable började därefter frilansa och hans sista rollinsats blev i De missanpassade (1961) mot Marilyn Monroe. Han avled dock innan han fick ta del av de positiva recensioner denna renderade.

### Död och eftermäle
Clark Gable drabbades av en hjärtinfarkt och avled 1960, 59 år gammal. Hans andra barn, sonen John Clark, föddes efter hans död. Hans första barn, dottern Judy Lewis, fick han med skådespelaren Loretta Young som han träffade under inspelningen av filmen Skriet från vildmarken (1935).
Clark Gable var berömd för sin karaktäristiska mustasch (som han dock fick offra under inspelningen av Myteri) och för sina stora öron.
Han har en stjärna för insatser inom film på Hollywood Walk of Fame vid adressen 1608 Vine Street.

## Filmografi i urval
- 1924 – Det förbjudna paradiset
- 1931 – Farlig kärlek
- 1931 – Susan Lenox
- 1932 – Taifun
- 1934 – En Manhattan-melodram
- 1934 – Det hände en natt
- 1935 – Kapten på Singaporelinjen
- 1935 – Myteri
- 1935 – Skriet från vildmarken
- 1936 – Kom så gifter vi oss
- 1936 – San Francisco
- 1936 – Hans fru och hans sekreterare
- 1937 – Saratoga
- 1938 – Mitt i elden
- 1938 – Hjältar av idag
- 1939 – Dårskapens marknad
- 1939 – Borta med vinden
- 1940 – Glädjestaden
- 1940 – Kamrat X
- 1942 – Krigsreportern
- 1947 – Tvålfagra löften
- 1949 – Sista given
- 1949 – De flög i gryningen
- 1950 – Styv i korken
- 1951 – Missouri
- 1951 – En cowboy med lasso
- 1952 – Revolt i Texas
- 1953 – Det började i Moskva
- 1953 – Mogambo
- 1954 – Förrådd
- 1955 – Möte i Hongkong
- 1955 – Man mot man
- 1956 – Kung och fyra damer
- 1957 – Slavhandlaren
- 1958 – Ubåt anfaller
- 1958 – Frökens favorit
- 1959 – Jag och min sekreterare
- 1960 – Det började i Neapel
- 1961 – De missanpassade